# Katri Helena
Katri Helena, egentligen Katri Helena Kalaoja, född Koistinen 17 augusti 1945 i Tohmajärvi, är en finsk sångerska.
Katri Helena har gjort mer än 400 inspelningar och bland annat representerat Finland i Eurovision Song Contest 1979 och 1993. År 2007 tilldelades hon Pro Finlandia-medaljen.
I slutet av 2024 berättade Katri Helena att hon avslutar sin karriär med konsert på Helsingfors olympiastadion i augusti 2025.

## Biografi

### 1960-talet
Hon spelade in sin första skiva 1963 och 1964 blev "Puhelinlangat laulaa" en stor framgång. 1969 fick hon en stor hit med "Ei kauniimpaa".

### 1980-talet
Efter andra makens död 1988 var hon borta från offentligheten i fyra år. Hennes comebackalbum sålde i 100 000 exemplar.

### 2000-talet
Hon har en status som schlagerdrottning i Finland. 2001 gick en musikal om Katri Helena på Helsingfors stadsteater, Katri Helena - Sinivalkoinen ääni.
År 2000 var Katri Helena en del av kvartetten Leidit Lavalla tillsammans med Paula Koivuniemi, Marion Rung och Lea Laven. År 2010 skrev Katri Helena ett nytt skivkontrakt med det tammerforsbaserade skivbolaget Hype Records, men återvände till Warner Music Group 2013. 
År 2011 bytte hon sin långvariga manager Lilja Kainulainen mot Tommi Liimatainen. Hösten 2012 medverkade Katri Helena i programmet Så Mycket Bättre i Finland, som sändes på kanalen Nelonen, där sju finländska artister framförde varandras låtar.
Katri Helenas 50-årsjubileum som artist firades 2013–2014 med 45 konserter runt om i Finland. Hon sjöng stycket "Lintu ja lapsi" vid välgörenhetskonserten Hjälp till Ukraina den 12 mars 2022. År 2023 publicerades en biografi om Katri Helena, skriven av Elina Hirvonen. I december 2023 uppträdde Katri Helena vid en hemkomstceremoni för värnpliktiga på Vekaranjärvi garnison, efter deras önskemål.

### Privat liv
Katri Helena växte upp i utkanten av Tohmajärvi i Norra Karelen. Katri Helena har varit gift tre gånger. Hennes ungdomsäktenskap med Matti Turunen (1965–1967) slutade i skilsmässa i början av hennes karriär. 
Hon var gift med musikern och kompositören Timo Kalaoja från 1973 fram till hans död 1988. De hade tre barn tillsammans: Hanna (f. 1974) och Maija (f. 1977) samt Juha (f. 1976, d. 2009) som avled 33 år gammal på grund av sjukdom.
År 1997 gifte sig Katri Helena med författaren och forskaren Panu Rajala efter en tre och ett halvt år lång relation. Tillsammans bodde de i ett egnahemshus i Tavastkyro som de kallade "Kutsumus". Äktenskapet slutade i skilsmässa 2004.
Sedan 2006 har Katri Helena bott i Askola i Östra Nyland. Sommaren 2013 berättade hon att hon hade ett förhållande med sin manager Tommi Liimatainen, som är 32 år yngre än hon.
Katri Helenas mor, Bertta Koistinen, avled 102 år gammal år 2020.

## Diskografi

### Album
- 1964 – Vaalea valloittaja
- 1965 – Puhelinlangat laulaa
- 1966 – Katri Helena
- 1967 – Katupoikien laulu
- 1968 – Paikka auringossa
- 1969 – Ei kauniimpaa
- 1971 – Kai laulaa saan
- 1972 – Lauluja meille kaikille
- 1973 – Kakarakestit
- 1973 – Kun kohdattiin
- 1975 – Paloma Blanca
- 1976 – Lady Love
- 1978 – Ystävä
- 1979 – Katson sineen taivaan
- 1980 – Sydämeni tänne jää
- 1981 – Kotimaa
- 1982 – Minä soitan sulle illalla
- 1984 – Kirje sulle
- 1986 – On elämä laulu
- 1988 – Almaz
- 1989 – Juhlakonsertti
- 1992 – Anna mulle tähtitaivas
- 1994 – Lähemmäksi
- 1995 – Vie minut
- 1996 – Hiljaisuudessa
- 1998 – Missä oot
- 2000 – Leidit levyllä
- 2004 – Tässä tällä hetkellä
- 2006 – Elämänlangat
- 2006 – Hiljaisuudessa
- 2009 – Tulet aina olemaan
- 2011 – Valon maa
- 2014 – Taivaan tie
- 2015 – Niin on aina ollut

### Singlar
- 1984 – Miljoona ruusua